# Fredrika revir
Fredrika revir var ett skogsförvaltningsområde i Västerbottens län som bestod av Fredrika och Örträsks socknar samt av Lycksele socken första blocket av kronoparken Örålandet och överloppsmarken Knösen samt Granträsks, Flakaträsks, Nyby och Vänjaurträsks byområden. Reviret var uppdelat i fyra bevakningstrakter (Storbergets, Lögdeå, Högåsens och Örträsks) och omfattade 96 000 hektar, varav 92 000 hektar utgöras av kronoparker.